# إيفان الرهيب وابنه إيفان
إيفان الرهيب وابنه إيفان (وتسمى أيضا: إيفان الرهيب يقتل ابنه، أو إيفان الرهيب وابنه إيفان يوم السادس عشر من نوفمبر لعام (1581) هي لوحة فنية للفنان الروسي الواقعي ايليا ريبين قام بإبداعها بين الأعوام 1883 و1885. تصور اللوحة حزن ولوعة إيفان الرهيب ممسكاً بابنه ذو الجروح القاتلة تساريفيتش إيفانوفيتش، ويُعتقد أن إيفان الرهيب نفسه هو من وجه تلك الضربة القاتلة لابنه.
يقول ريبين في مذكراته أن الإلهام وجد سبيله إليه من اغتيال القيصر الكسندر الثاني في 1881 ومن موسيقى نيكولاي ريمسكي كورساكوف ومن مصارعة الثيران التي شهدها في عام 1883. وفي عام 1885 وعند انتهائه من العمل على اللوحة الزيتية، باع ريبين اللوحة إلى بافل تريتياكوف لتُعرض في معرض له. ومازالت تُعرض في غاليري تريتياكوف في موسكو.
يشار إلى العمل بعدة أسماء وهي «إيفان الرهيب وابنه إيفان» دون ذكر التاريخ أو بذكره، وأيضا «إيفان الرهيب يقتل ابنه». استخدم الفنان صديقه وزميله الفنان غريغوري مياسويدوف كنموذج يحاكي إيفان الرهيب لرسمه واستخدم الكاتب فسيفولود غارشين لدور إيفان الابن.